# Miho Klaić
Miho Klaić, též Mihovil Klaić (19. srpna 1829 Dubrovník – 3. ledna 1896 Zadar), byl pedagog a rakouský politik chorvatské národnosti z Dalmácie, v 2. polovině 19. století poslanec Říšské rady.

## Biografie
Základní a střední vzdělání nabyl v Dubrovníku a Livornu. V letech 1849–1853 studoval na Padovské univerzitě, kde v roce 1853 získal doktorát z architektury (podle jiného zdroje z matematiky). Roku 1854 složil ve Vídni učitelské zkoušky pro výuku fyziky a matematiky. Nastoupil jako učitel na vyšší státní gymnázium v Zadaru. Od roku 1855 byl suplentem, od roku 1857 profesorem. Trvalý úvazek mu ale byl roku 1860 zamítnut z politických důvodů a v roce 1863 byl z učitelských služeb propuštěn. Do pedagogické služby se vrátil roku 1865, v mezidobí se podílel na vzniku divadla v Zadaru. V roce 1866 se (za Richarda Belcrediho) stal zemským školním inspektorem. Roku 1869 se přestěhoval do Koperu. V roce 1871 odešel na vlastní žádost do penze. V této době se totiž moci v Předlitavsku opět ujali němečtí liberálové, s jejichž centralistickou vizí státu Klaić nesouhlasil.
Byl dlouhodobě politicky aktivní a patřil mezi předáky dalmatské Národní strany, která se hlásila k chorvatskému národnímu hnutí a podporovala spojení Dalmácie s Chorvatskem a Slavonií. V roce 1863, když odešel ze Zadaru Juraj Pulić, se Klaić stal i předsedou strany. Od prvních voleb v roce 1861 až do své smrti zasedal jako poslanec Dalmatského zemského sněmu. V roce 1870 se po vítězství Národní strany v zemských volbách stal i členem zemského výboru. V roce 1895 byl zvolen za předsedu zemského sněmu, tedy za zemského hejtmana, nejvyššího představitele zemské samosprávy Dalmácie.
Kromě toho byl v letech 1865–1866 i poslancem sněmu Chorvatského království a v roce 1868 se podílel jako odborník na vyjednávání mezi Chorvatskem a Uherskem o tzv. uhersko-chorvatském vyrovnání.
Zasedal rovněž coby poslanec Říšské rady (celostátního parlamentu Předlitavska), kam poprvé usedl v prvních přímých volbách roku 1873. Zastupoval kurii venkovských obcí v Dalmácii, obvod Zadar, Pag, Rab, Benkovac atd. Nesložil slib a jeho volba byla na schůzi 10. prosince 1873 anulována. Po znovuzvolení 21. března 1874 složil slib. V roce 1873 se uvádí jako Dr. Michael Klaić, penzionovaný školní inspektor a člen zemského výboru, bytem Zadar. V parlamentu zastupoval opoziční slovanský blok. V roce 1878 byl členem poslaneckého klubu pravého středu. Mandát obhájil ve volbách roku 1879, nyní za kurii venkovských obcí, obvod Sinj, Imotski, Makarska atd. Znovu byl zvolen i ve volbách roku 1885 (kurie venkovských obcí, obvod Zadar, Pag atd.) a volbách roku 1891 (kurie venkovských obcí, obvod Dubrovník, Korčula atd.). V parlamentu zasedal až do své smrti. Po jistou dobu byl místopředsedou parlamentní frakce Hohenwartův klub, kterou vedl bývalý předlitavský předseda vlády Karl Sigmund von Hohenwart a která sdružovala především německorakouské a federalisticky orientované konzervativce. Z tohoto klubu vystoupil spolu s dalšími devíti jihoslovanskými poslanci v roce 1893, když vznikla centralisticky orientovaná vláda Alfreda Windischgrätze a předsedal pak nově utvořenému Chorvatsko-slovinskému klubu, který ovšem koncem roku 1895 zvažoval návrat do Hohenwartova klubu. Klaić zastupoval Říšskou radu dlouhodobě v rakousko-uherských delegacích (delegace zákonodárců z obou částí Rakouska-Uherska utvořené pro jednání o otázkách ve společné kompetenci) a měl v nich na starosti referát záležitostí Bosny a Hercegoviny. Kromě toho byl trvale členem rozpočtového výboru Říšské rady.
V roce 1862 se podílel na založení liberálně-demokratického listu Il Nazionale a po mnoho let vedl jeho redakci. Byl aktivní v národních spolcích. Od roku 1863 byl místopředsedou organizace Matica dalmatinska, v roce 1875 se stal jejím předsedou. Podílel se na opakovaných snahách Chorvatů o ovládnutí místních samospráv v Dalmácii. Takto například stál za úspěchem v roce 1882, kdy Chorvati získali kontrolu nad radnicí ve Splitu. Usiloval o zachování spojenectví mezi dalmatskými Chorvaty a Srby, které se ovšem rozpadlo koncem 70. let.
Zemřel náhle v lednu 1896. Ještě před Vánoci 1895 odjel z Vídně do svého domova. Při cestě si ale drobně poranil nehet a to se stalo příčinou jeho pozdější smrti.